# Белореченский район
Белоре́ченский район — административно-территориальная единица и муниципальное образование (муниципальный район) в Краснодарском крае России.
Административный центр — город Белореченск.

## География
Площадь района — 1 326 км². Рельеф района довольно разнообразен. В восточной его части лежит равнина с постепенным повышением к Гиагинскому району на 20-25 метров. Западная же часть наоборот уходит на понижение. На этой низменной равнине текут с юга на север две бурливые реки — Белая и Пшеха.
В районе имеется бальнеоклиматическая курортная местность Великовечное.

## История
Район был образован 2 июня 1924 года в составе Майкопского округа Юго-Восточной области. В его состав вошли территории упразднённых Белореченской, Бжедуховской, Великой, Гурийской, Пшехской и Рязанской волостей Майкопского отдела Кубано-Черноморской области. Первоначально район состоял из 12 сельских советов: Белореченского, Бжедуховского, Великого, Вечного, Воронцово-Дашковского, Гурийского, Кубанского, Новоалексеевского, Октябрьского, Пшехского, Рязанского и Черниговского.
С 16 ноября 1924 года район в составе Северо-Кавказского края, с 10 января 1934 года — в составе Азово-Черноморского края, с 13 сентября 1937 года — в составе Краснодарского края.
28 декабря 1934 года Белореченский район был разукрупнен: из его состава был выделен Рязанский район
22 августа 1953 года в состав Белореченского района вошла территория упразднённого Рязанского района.
1 февраля 1963 года в состав района вошли сельские советы упразднённых Апшеронского и Горячеключевского районов с дальнейшим образованием Белореченского сельского района.
12 января 1965 года Белореченский район был восстановлен в прежних границах.
29 ноября 1979 года — Белореченск отнесен к категории городов краевого подчинения и выведен из состава района, оставаясь его центром.
В 1993 году была прекращена деятельность сельских Советов, территории сельских администраций преобразованы в сельские округа.
В 2005 году в районе были образованы 11 муниципальных образований, включая город Белореченск.

## Население
| 1939     | 1959     | 1970     | 1979     | 1989     | 2002     | 2006     | 2010     | 2011     |
| -------- | -------- | -------- | -------- | -------- | -------- | -------- | -------- | -------- |
| 45 969   | ↗74 421  | ↗81 104  | ↗87 498  | ↘37 626  | ↗43 542  | ↗103 551 | ↘45 149  | ↗105 767 |
| 2012     | 2013     | 2014     | 2015     | 2016     | 2017     | 2018     | 2019     | 2020     |
| ↗105 865 | ↗106 214 | ↗106 834 | ↗107 635 | ↗108 255 | ↗108 725 | ↘108 692 | ↗108 753 | ↘108 277 |
| 2021     | 2023     | 2024     | 2025     |          |          |          |          |          |
| ↘107 295 | ↘105 803 | ↘104 745 | ↗104 863 |          |          |          |          |          |

Население района на 01.01.2006 года составило 103 551 человек. Из них 52,1 % — городские жители и 47,9 % — сельские жители. Среди всего постоянного населения мужчины составляют — 46,7 %, женщины — 53,3 %. Женского населения фертильного возраста — 27167 человек (49,2 % от общей численности женщин). Дети от 0 до 17 лет — 23171 (22,4 % всего населения), взрослых — 76384 человека (77,2 %). В общей численности населения 61686 (59,6 %) — лица трудоспособного возраста, 21,6 % — пенсионеры.

### Урбанизация
В городских условиях (город Белореченск) проживают 51,68 % населения района.

### Национальный состав
По итогам переписи населения 2020 года проживали следующие национальности (национальности менее 0,1 % и другое см. в сноске к строке «Другие»):
| Национальность | Численность, чел. | Доля     |
| -------------- | ----------------- | -------- |
| Русские        | 89 542            | 83,45 %  |
| Армяне         | 7838              | 7,31 %   |
| Турки          | 2963              | 2,76 %   |
| Курды          | 1444              | 1,35 %   |
| Азербайджанцы  | 626               | 0,58 %   |
| Грузины        | 576               | 0,54 %   |
| Цыгане         | 484               | 0,45 %   |
| Украинцы       | 471               | 0,44 %   |
| Греки          | 354               | 0,33 %   |
| Езиды          | 289               | 0,27 %   |
| Татары         | 264               | 0,25 %   |
| Адыгейцы       | 237               | 0,22 %   |
| Другие         | 2207              | 2,05 %   |
| Итого          | 107 295           | 100,00 % |

## Административно-муниципальное устройство
В рамках административно-территориального устройства края, Белореченский район включает 9 сельских округов, при этом Белореченск является городом краевого подчинения, к которому относится Южный сельский округ.
В рамках организации местного самоуправления в Белореченский район входят 11 муниципальных образований нижнего уровня, в том числе 1 городское и 10 сельских поселений:
| №  | Муниципальное образование           | Административный центр | Количество населённых пунктов | Население | Площадь, км² |
| -- | ----------------------------------- | ---------------------- | ----------------------------- | --------- | ------------ |
| 1  | Белореченское городское поселение   | город Белореченск      | 1                             | ↘55 010   | 38,48        |
| 2  | Бжедуховское сельское поселение     | станица Бжедуховская   | 5                             | ↘2415     | 147,86       |
| 3  | Великовечненское сельское поселение | село Великовечное      | 1                             | ↘5436     | 77,06        |
| 4  | Дружненское сельское поселение      | посёлок Дружный        | 4                             | ↘2872     | 85,74        |
| 5  | Первомайское сельское поселение     | посёлок Первомайский   | 6                             | ↘4444     | 104,85       |
| 6  | Пшехское сельское поселение         | станица Пшехская       | 7                             | ↘6959     | 186,97       |
| 7  | Родниковское сельское поселение     | посёлок Родники        | 9                             | ↗8651     | 168,26       |
| 8  | Рязанское сельское поселение        | станица Рязанская      | 7                             | ↘5523     | 137,72       |
| 9  | Черниговское сельское поселение     | посёлок Молодёжный     | 3                             | ↘3372     | 179,97       |
| 10 | Школьненское сельское поселение     | село Школьное          | 17                            | ↘3953     | 133,99       |
| 11 | Южненское сельское поселение        | посёлок Южный          | 3                             | ↘7168     | 65,68        |

## Населённые пункты
В Белореченском районе 63 населённых пункта:
| №  | Населённый пункт             | Тип     | Население | Муниципальное образование           |
| -- | ---------------------------- | ------- | --------- | ----------------------------------- |
| 1  | Авиация                      | хутор   | ↗113      | Рязанское сельское поселение        |
| 2  | Амосов                       | хутор   | ↗110      | Школьненское сельское поселение     |
| 3  | Архиповское                  | село    | ↗747      | Школьненское сельское поселение     |
| 4  | Белореченск                  | город   | ↘54 190   | Белореченское городское поселение   |
| 5  | Беляевский                   | хутор   | ↘120      | Рязанское сельское поселение        |
| 6  | Бережной                     | хутор   | ↘31       | Школьненское сельское поселение     |
| 7  | Бжедуховская                 | станица | ↘2034     | Бжедуховское сельское поселение     |
| 8  | Большой Бродовой             | хутор   | ↗217      | Школьненское сельское поселение     |
| 9  | Великовечное                 | село    | ↘5436     | Великовечненское сельское поселение |
| 10 | Вербин                       | хутор   | ↘174      | Школьненское сельское поселение     |
| 11 | Верхневеденеевский           | посёлок | ↗621      | Первомайское сельское поселение     |
| 12 | Восточный                    | посёлок | ↗593      | Родниковское сельское поселение     |
| 13 | Высотный                     | посёлок | ↘261      | Первомайское сельское поселение     |
| 14 | Ганжинский                   | посёлок | ↘160      | Первомайское сельское поселение     |
| 15 | Гливенко                     | хутор   | ↘53       | Рязанское сельское поселение        |
| 16 | Головков                     | хутор   | ↘34       | Рязанское сельское поселение        |
| 17 | Грушёвый                     | хутор   | ↗689      | Родниковское сельское поселение     |
| 18 | Гурийская                    | станица | ↘648      | Черниговское сельское поселение     |
| 19 | Долгогусевский               | хутор   | ↘1542     | Дружненское сельское поселение      |
| 20 | Дружный                      | посёлок | ↗1297     | Дружненское сельское поселение      |
| 21 | Дунайский                    | посёлок | ↘33       | Пшехское сельское поселение         |
| 22 | Заречный                     | посёлок | ↗2663     | Южненское сельское поселение        |
| 23 | Каневецкий                   | хутор   | ↘100      | Бжедуховское сельское поселение     |
| 24 | Капустин                     | хутор   | ↗72       | Школьненское сельское поселение     |
| 25 | Комсомольский                | посёлок | ↘693      | Первомайское сельское поселение     |
| 26 | Коренная Балка               | посёлок | ↘15       | Пшехское сельское поселение         |
| 27 | Кубанский                    | хутор   | ↗1704     | Пшехское сельское поселение         |
| 28 | Лантратов                    | хутор   | ↗229      | Школьненское сельское поселение     |
| 29 | Леонтьевское                 | село    | ↗335      | Школьненское сельское поселение     |
| 30 | Лесной                       | посёлок | ↘33       | Пшехское сельское поселение         |
| 31 | Лукашёв                      | хутор   | →20       | Дружненское сельское поселение      |
| 32 | Малый Бродовой               | хутор   | ↗68       | Школьненское сельское поселение     |
| 33 | Малый Дукмасов               | хутор   | ↘97       | Школьненское сельское поселение     |
| 34 | Мирный                       | посёлок | ↗810      | Дружненское сельское поселение      |
| 35 | Молодёжный                   | посёлок | ↗2044     | Черниговское сельское поселение     |
| 36 | МТФ № 1 колхоза имени Ленина | посёлок | ↘130      | Родниковское сельское поселение     |
| 37 | МТФ № 2 колхоза имени Ленина | посёлок | ↘51       | Родниковское сельское поселение     |
| 38 | Нижневеденеевский            | посёлок | ↘585      | Бжедуховское сельское поселение     |
| 39 | Новоалексеевское             | село    | ↗1095     | Школьненское сельское поселение     |
| 40 | Новогурийский                | хутор   | ↘149      | Бжедуховское сельское поселение     |
| 41 | Новосёловский                | хутор   | ↘24       | Школьненское сельское поселение     |
| 42 | Новый                        | посёлок | ↘654      | Южненское сельское поселение        |
| 43 | Октябрьская                  | станица | ↘368      | Бжедуховское сельское поселение     |
| 44 | Первомайский                 | посёлок | ↘1259     | Первомайское сельское поселение     |
| 45 | Подгорный                    | хутор   | ↗283      | Родниковское сельское поселение     |
| 46 | Потин                        | хутор   | ↗144      | Школьненское сельское поселение     |
| 47 | Привольный                   | хутор   | ↗212      | Школьненское сельское поселение     |
| 48 | Приречный                    | хутор   | ↗140      | Родниковское сельское поселение     |
| 49 | Проточный                    | посёлок | ↘396      | Первомайское сельское поселение     |
| 50 | Пшехская                     | станица | ↘4907     | Пшехское сельское поселение         |
| 51 | Родники                      | посёлок | ↗5075     | Родниковское сельское поселение     |
| 52 | Рязанская                    | станица | ↘5112     | Рязанское сельское поселение        |
| 53 | Садовый                      | посёлок | ↗437      | Родниковское сельское поселение     |
| 54 | Северный                     | хутор   | ↗63       | Рязанское сельское поселение        |
| 55 | Средний Дукмасов             | хутор   | ↘118      | Школьненское сельское поселение     |
| 56 | Степной                      | посёлок | ↗950      | Родниковское сельское поселение     |
| 57 | Терновый                     | хутор   | ↘255      | Пшехское сельское поселение         |
| 58 | Фадеевский                   | хутор   | ↗269      | Пшехское сельское поселение         |
| 59 | Фокин Первый                 | хутор   | ↗207      | Рязанское сельское поселение        |
| 60 | Черниговская                 | станица | ↘1335     | Черниговское сельское поселение     |
| 61 | Черниговский                 | хутор   | ↘6        | Школьненское сельское поселение     |
| 62 | Школьное                     | село    | ↗1629     | Школьненское сельское поселение     |
| 63 | Южный                        | посёлок | ↗3574     | Южненское сельское поселение        |

## Известные уроженцы
- Голенев, Степан Трофимович — Герой Советского Союза.
- Пономаренко, Пантелеймон Кондратьевич — видный советский партийный и государственный деятель, генерал-лейтенант.
- Шаповалов Фёдор Кузьмич
- Валентин (Русанцов)

## Экономика

### Промышленность
В структуре базовых отраслей экономики основное место занимает промышленность. Основу экономического потенциала района составляет химическая и перерабатывающая промышленность, промышленность строительных материалов, рынок потребительских услуг.
Важнейшее место в структуре промышленного комплекса принадлежит пищевой промышленности, формирующей более 45,0 % объёма промышленного производства. В районе производится растительное масло, кондитерские изделия, хлебопекарные изделия, консервированная продукция.

### Сельское хозяйство
Производством сельскохозяйственной продукцией занимаются предприятия различной формы собственности, а также население в личных подсобных хозяйствах. Общая площадь сельскохозяйственных угодий составляет 67 тыс. га, из них пашни — 54 тыс. га.

### Транспорт
На территории района проходят важнейшие железнодорожные маршруты федерального значения к портам и курортам Черноморского побережья Кавказа, расположена узловая железнодорожная станция.

## Достопримечательности
- Термальный источник (Бальнеологический центр «Термы») Архивная копия от 21 января 2021 на Wayback Machine
- Дом культуры Железнодорожников в стиле конструктивизм
- Аллея писателей